# 水晶唱片
水晶有聲出版社，簡稱水晶唱片，是台灣的一家唱片公司。1986年由韓日混血的任將達與其妻林子淩（兩人後來離婚）頂下即將結束營業的水晶唱片，為1990年代台灣本土且具有開創意義的唱片公司之一。

## 歷史
- 1986年水晶唱片成立了專門推廣新音樂的組織「Wax Club」，發行Wax Club會訊，舉辦樂評人與樂迷直接面對面的音樂欣賞會「Wax Show」。
- 1987年6月創刊的《搖滾客》月刊，將地下音樂、獨立音樂等音樂思潮介紹至台灣。
- 1987年開始舉辦四屆的「台北新音樂節」，並於*1991年發行《來自台灣底層的聲音》、《台灣有聲資料庫》等台灣聲音田野採集出版品。
- 1993年，水晶唱片面臨經營危機，製作企劃何東洪負債新台幣數百萬元。
- 1995年中，水晶唱片音樂總監何穎怡發動「水晶萬人後援會」，號召每人新台幣四千元購買等值的水晶唱片音樂產品，激起政治界及藝文界熱烈回應。
- 1996年，水晶唱片一度因負債問題關閉國內部，不久又重新開始。
- 1998年，第9屆金曲獎將「特別貢獻獎」頒給年僅42歲的水晶唱片創辦人任將達，是該獎項史上最年輕的得主。
- 2006年，水晶唱片歇業，走入歷史。
- 2021年1月5日，何穎怡在臉書發文〈現在我們把自己還給大家——水晶唱片錄音公有化聲明〉，將所有水晶唱片的有聲資料與文字資料上傳至網路成為公共財[2] [3]

## 台北新音樂節
水晶唱片於1987年開始舉辦之活動，至1990年為止，共舉辦四屆。
- 第一屆：舉辦於1987年8月，參與藝人包括梁銘越、陳世興、黃韻玲、紀宏仁、達明一派、紅十字合唱團（主唱為趙傳）、薛岳、張洪量、Bones & Teeth（主唱為林暐哲）等。

- 第二屆：舉辦於1988年10月，參與藝人包括Double X、Bones & Teeth、阿電與阿草（後來改名為黑名單工作室）等。

- 第三屆：舉辦於1989年，參與藝人包括陳明章、伍佰、葉樹茵和黑名單工作室等。

- 第四屆：舉辦於1990年，演出者多為傳統民謠、戲曲與台灣新民謠。

## 搖滾客雜誌
水晶唱片於1987年6月創辦《搖滾客》月刊，其前身為《Wax Club》會訊。《搖滾客》曾於1991年停刊，2000年復刊發行6期後，於2001年再度停刊。

## 藝人
以下是曾於水晶唱片發表專輯的藝人： 
| 個人           | 個人         | 個人       | 個人     | 個人   |
| -------------- | ------------ | ---------- | -------- | ------ |
| 陳明章         | 伍佰         | 黑鳥       | 金門王   | 李炳輝 |
| 朱約信         | 趙一豪       | 流氓阿德   | 雷光夏   | 潘麗麗 |
| 謝宇威         | 紀淑玲       | 梁銘越     |          |        |
| 團體/樂隊/樂團 |              |            |          |        |
| Double X       | 黑名單工作室 | 濁水溪公社 | 瓢虫     | 1976   |
| 芥末樂團       | 閃靈樂團     | TTM        | 自由落體 | 甜梅號 |
| 賽璐璐樂團     | 回聲樂團     | 骨肉皮     |          |        |

## 外部連結
- YouTube上的「水晶索引聲音資料庫」頻道，水晶音樂產品
- 水晶搖滾同學會 （页面存档备份，存于），水晶文字出版
- 「水晶搖滾客同學會」的Instagram帳戶